# 志染駅
志染駅（しじみえき）は、兵庫県三木市志染町西自由が丘一丁目836にある、神戸電鉄粟生線の駅である。駅番号はKB50。
粟生駅まで4両編成が乗り入れるようになってからこの駅で乗務員交代をするようになった。
緑が丘駅と並び、三木市のニュータウン地域の中心駅となっている。

## 歴史

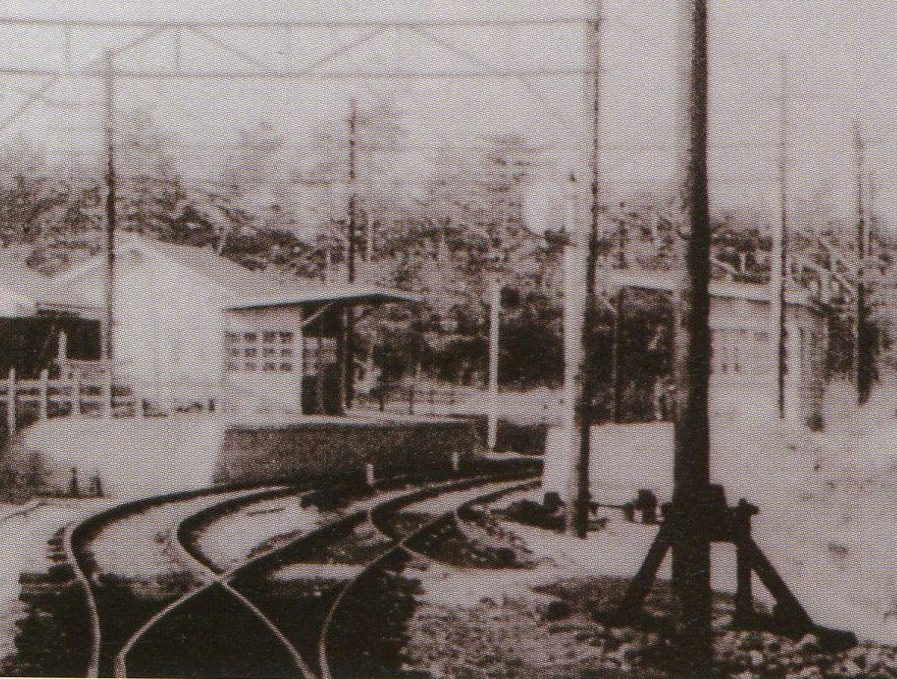
開業当時の志染駅
（1937年撮影）

- 1937年（昭和12年）12月28日：三木電気鉄道の広野ゴルフ場前駅 - 三木東口駅（現在の三木上の丸駅）間延伸により開業[1][5]。
- 1947年（昭和22年）1月9日：神戸有馬電気鉄道により合併され、神有三木電気鉄道（のちに神戸電鉄）の駅となる[5]。
- 1980年 (昭和55年) 7月23日：上皇明仁が皇太子時代に「献血運動推進全国大会」臨席にあたり、新開地駅から志染駅まで皇太子妃美智子（当時）と乗車。
- 2012年（平成24年）5月19日：粟生線のダイヤ変更に伴い、日中の一部列車で当駅折り返しとなる[1]。

## 駅構造

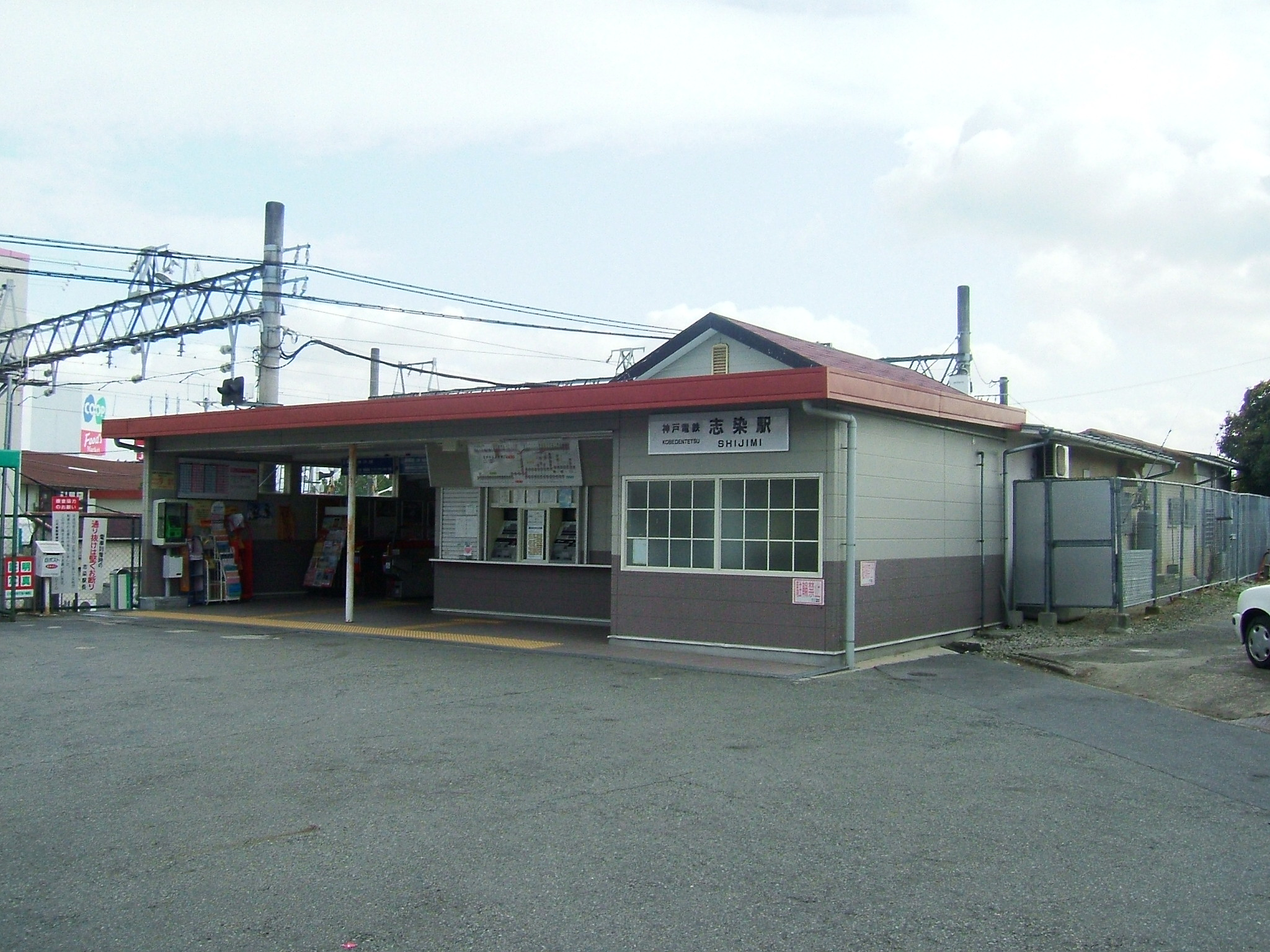
2007年現在の志染駅
（2007年12月）

単式・島式の複合型2面3線のホームを持つ、待避・交換可能な地平駅である。
南側より1・2・3番線がありホーム有効長は1番線のみ5両他は4両、ただし5両編成の入線はできる。駅舎（改札口）は粟生寄りにあり、線路をはさんで南北に改札があるが、駅員は南寄りの駅舎にのみ配置されている。2番・3番ホームへは構内踏切で連絡している。なお、駅近くに踏切がないため、自動改札を通って自由に構内踏切を渡ることが可能である。このため無料の通行券を券売機により発行している。

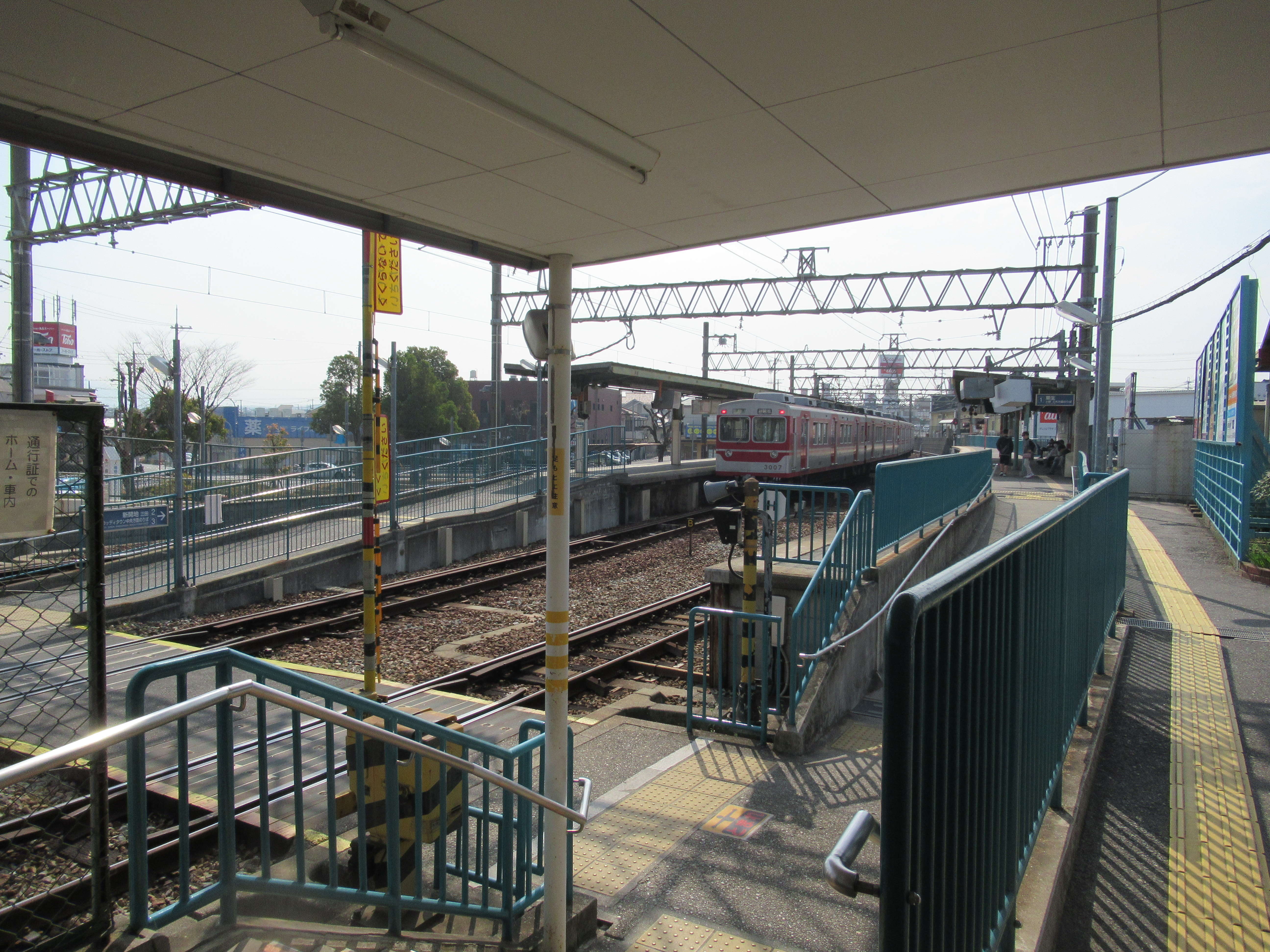
駅構内
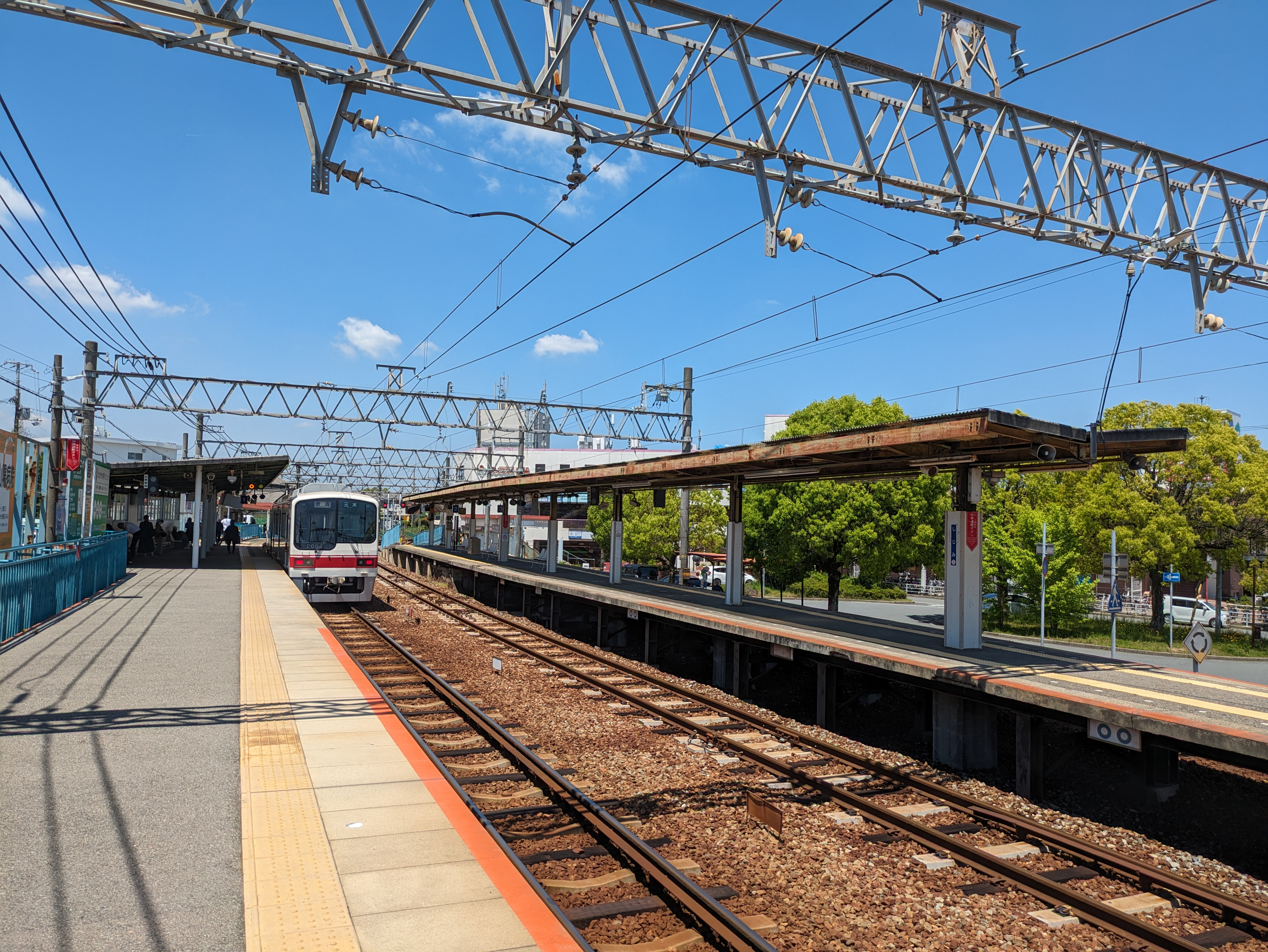
プラットホーム
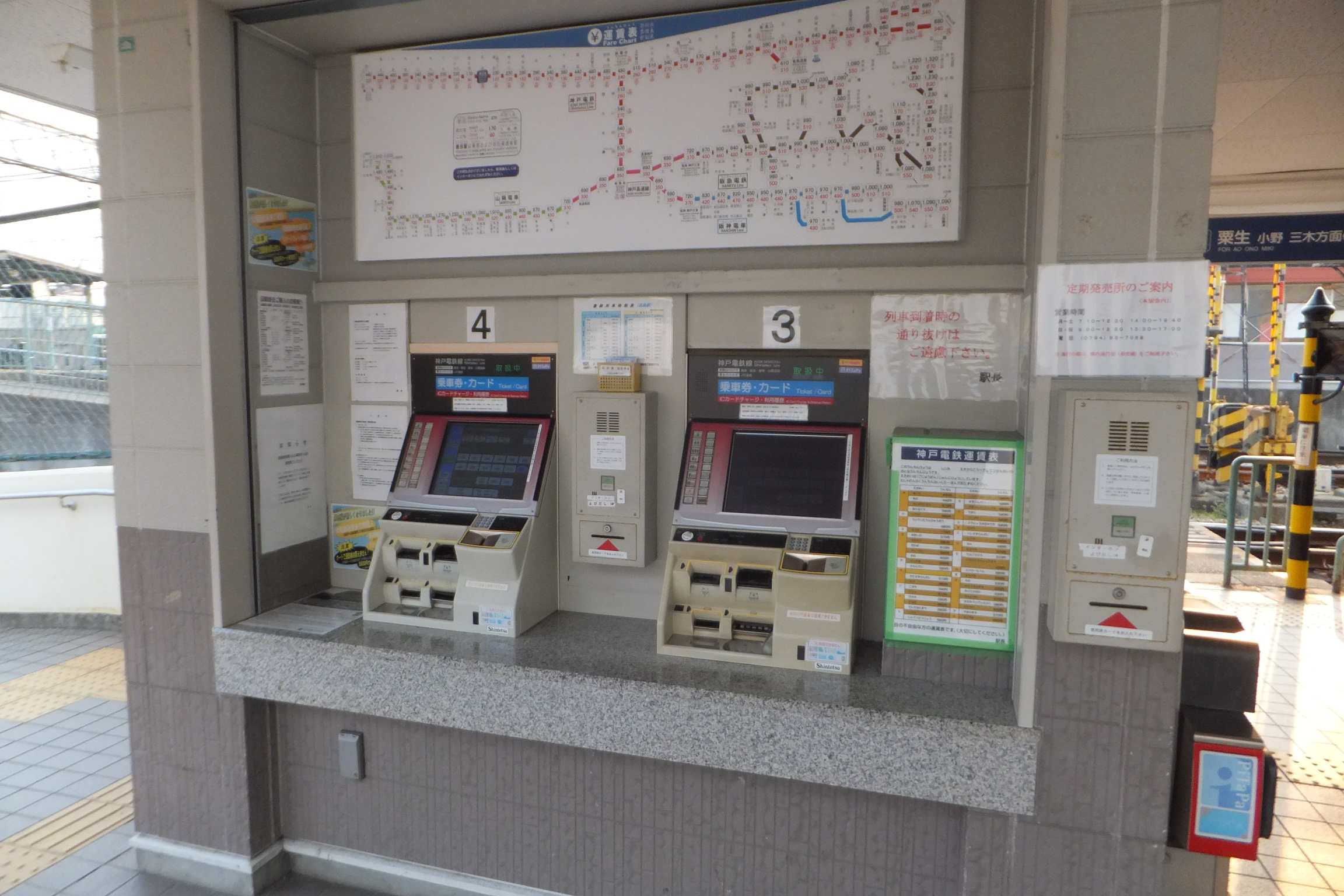
券売機
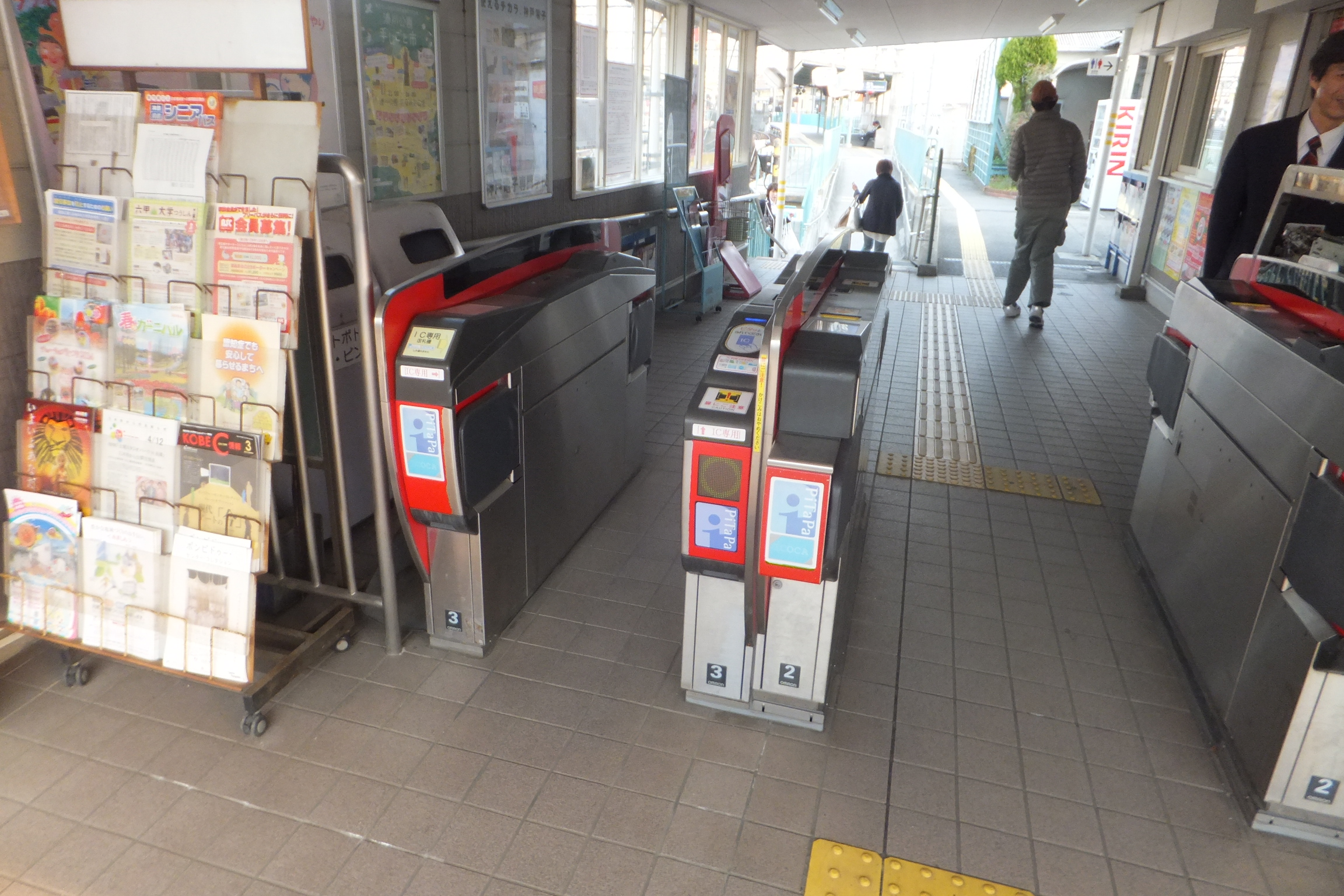
自動改札機
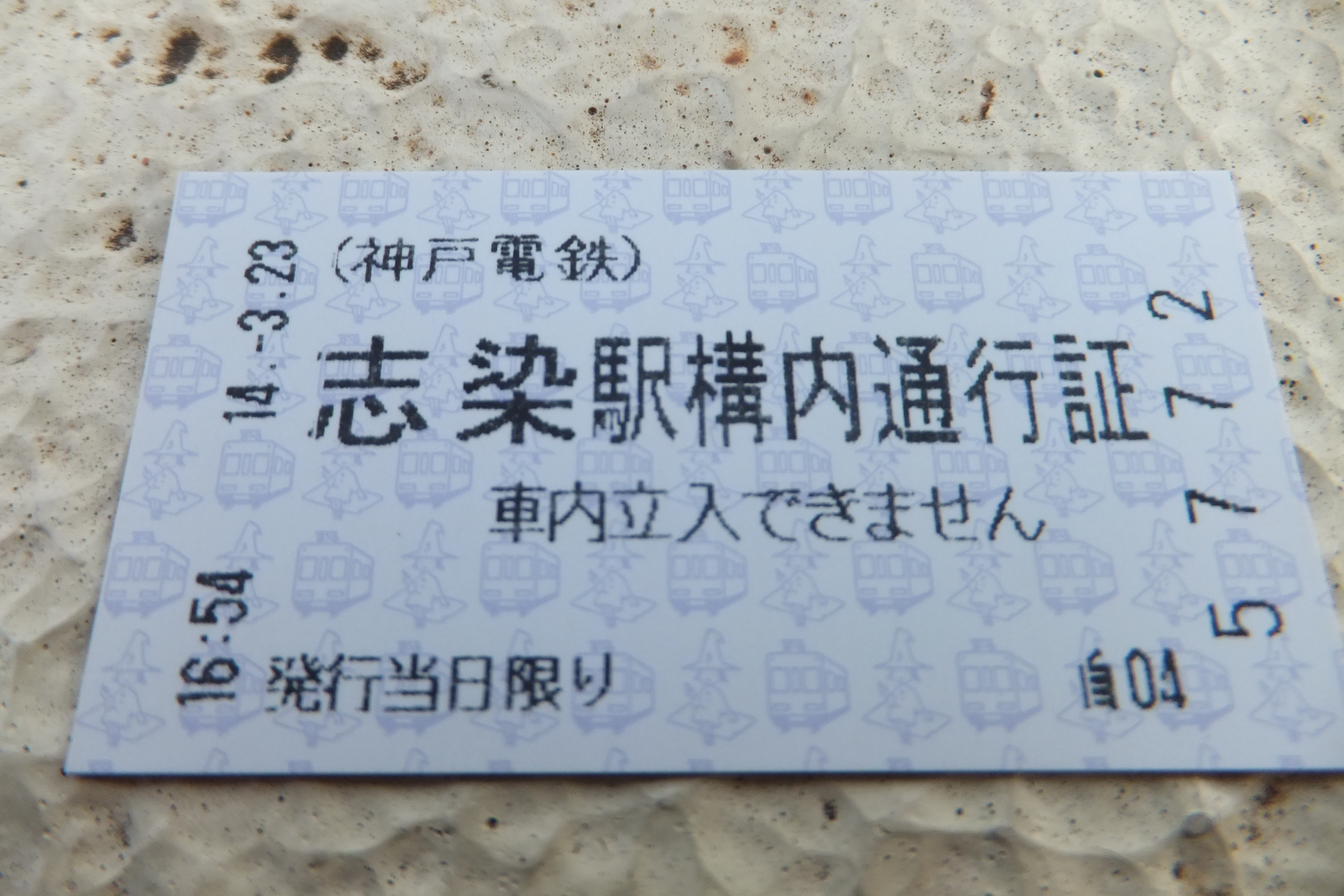
構内通行券
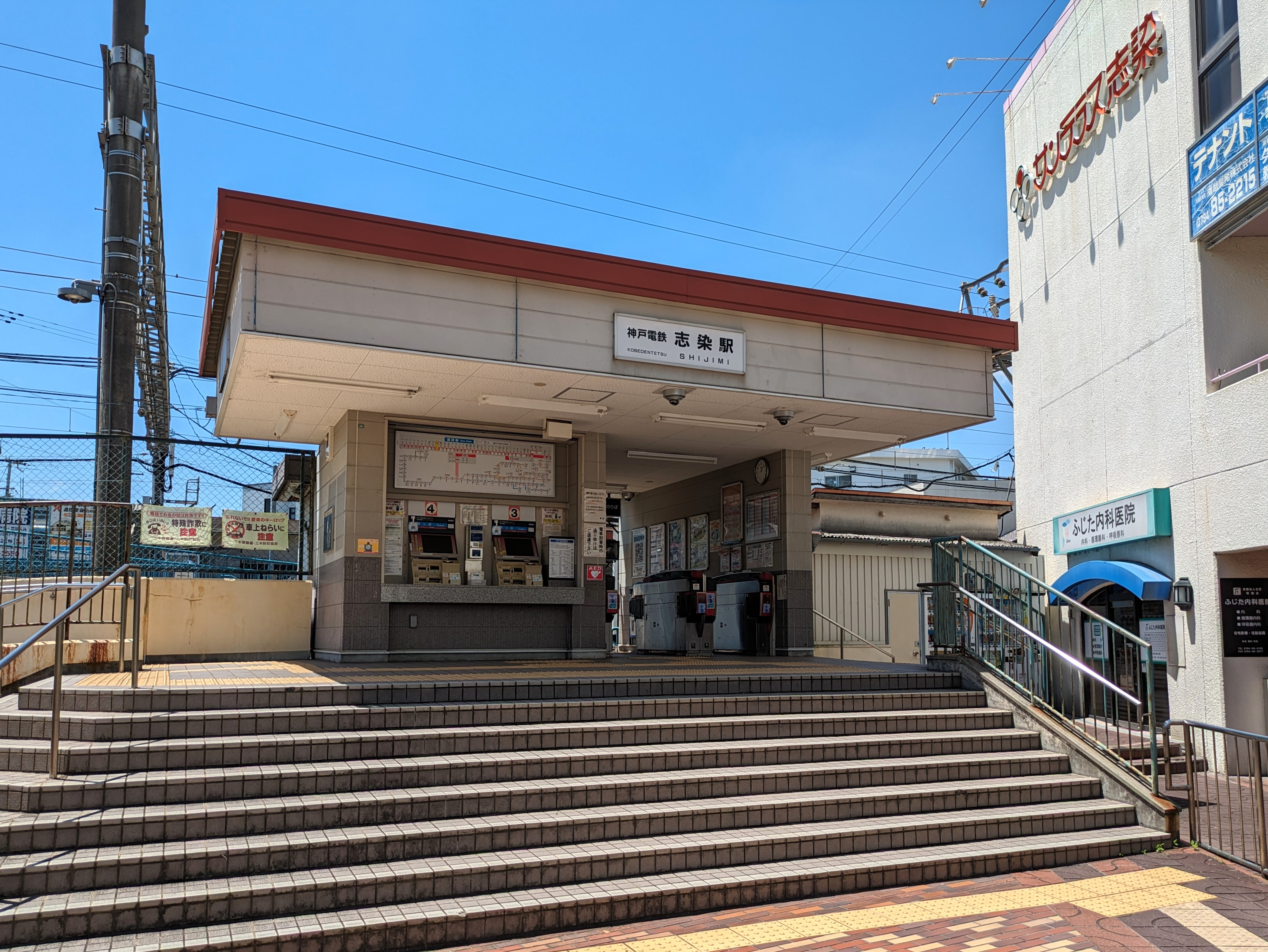
駅舎北口
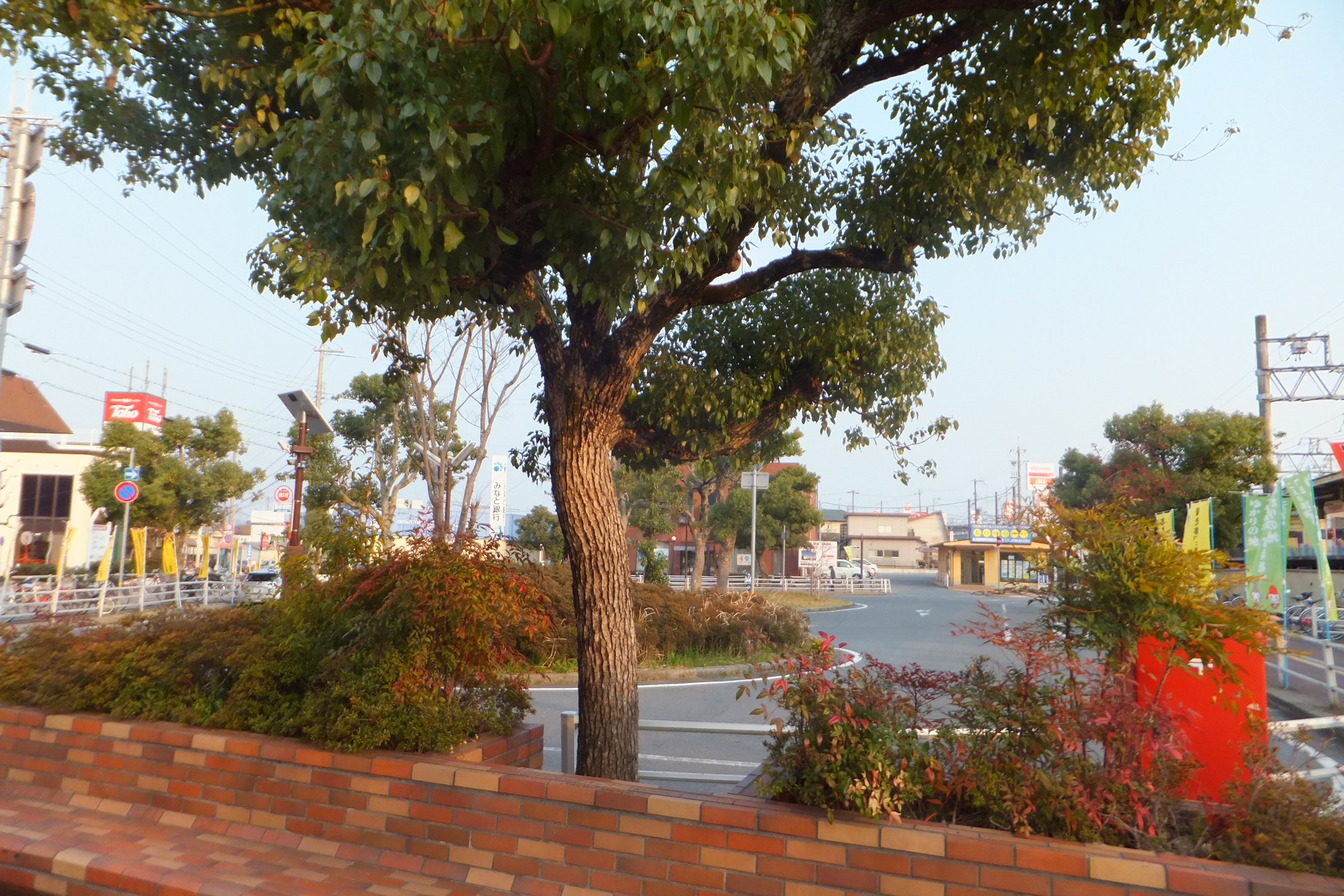
ロータリー

### のりば
| ホーム | 路線   | 方向 | 行先       |
| ------ | ------ | ---- | ---------- |
| 1      | 粟生線 | 下り | 粟生方面   |
| 2      | 粟生線 | 上り | 新開地方面 |
| 3      | 粟生線 | 上り | 新開地方面 |

付記事項
- 3線とも両方向の発車に対応している。入線については1番線のみ新開地方からしか進入できないが、2・3番線は両方向から進入可能である。
- 夜間停泊の運用が設定されている。鈴蘭台方の留置線に4両編成が2本、駅構内には1番線と2番線に4両編成が留置されていたが、2020年3月のダイヤ改正に伴う運用変更発生により、駅構内留置の2本が3両編成に変更された。
- 上り線の列車が発着するホームの入口の軒下には先発列車の種別と矢印（のりばの方向）が表示される簡易的な発車標が設置されている。

## 利用状況
1日あたりの乗車人員 1,551人（2021年）
モータリゼーションやニュータウンの高齢化に加え、神姫バスが自由が丘を縫うように走る三宮行きの路線を開設したため、乗車人数はピーク時（1992年）の約半分にまで減少している。
近年の1日平均乗車人員は下表のとおりである。
| 年次               | 1日平均 乗車人員 |
| ------------------ | ---------------- |
| 2002年（平成14年） | 2,896            |
| 2003年（平成15年） | 2,685            |
| 2004年（平成16年） | 2,473            |
| 2005年（平成17年） | 2,332            |
| 2006年（平成18年） | 2,247            |
| 2007年（平成19年） | 2,178            |
| 2008年（平成20年） | 2,145            |
| 2009年（平成21年） | 2,066            |
| 2010年（平成22年） | 1,975            |
| 2011年（平成23年） | 1,934            |
| 2012年（平成24年） | 1,954            |
| 2013年（平成25年） | 1,964            |
| 2014年（平成26年） | 1,959            |
| 2015年（平成27年） | 1,863            |
| 2016年（平成28年） | 1,833            |
| 2017年（平成29年） | 1,833            |
| 2018年（平成30年） | 1,784            |
| 2019年（令和元年） | 1,836            |
| 2020年（令和02年） | 1,566            |
| 2021年（令和03年） | 1,551            |

## 駅周辺
駅北側にロータリーがあるが、道路幅が狭く、路線バスは中型のみ乗り入れが可能である。大型は隣の恵比須駅前に乗り入れる。駅の主な利用者は、自由が丘とさつき台の住民である。
なお、当駅より木幡駅までは三木街道と並走している。
また、駅北側は整備されたニュータウンであるため、都市機能は充実している。
主な公共施設
- 自由が丘公民館

保育施設
- 自由ヶ丘認定こども園
- ひろの認定こども園
- 小規模保育所ひろの保育園

主な教育機関
- 三木市立広野幼稚園
- 三木市立自由が丘幼稚園
- 三木市立広野小学校
- 三木市立自由が丘小学校
- 三木市立自由が丘東小学校
- 三木市立自由が丘中学校
- 兵庫県立三木東高等学校

郵便局・金融機関
- 三木郵便局
- 三木西自由が丘郵便局
- 三木東自由が丘郵便局
- みなと銀行志染支店
- 三井住友銀行コープ志染出張所

主な医療機関
- 三木山陽病院

主な集客施設
- コープ志染
- サンテラス志染
- V・drug志染駅前店
- ダイソー三木志染店
- ライフォート志染店
- DCM三木広野店
- ジャパン三木志染店
- 三木広野ファッションモール
- アルカスーパードラッグ三木店
- フレッシュバザール三木志染店

この他、平行する道路沿いには、主にチェーンの飲食店が多数出店している。
都市公園、レジャー施設
- 兵庫県立三木山森林公園

その他
- グリコマニュファクチャリングジャパン兵庫工場
- 三木ロイヤルテニスクラブ
- 広野田園テニスクラブ

## バス路線
| 停留所名 | 運行事業者                  | 路線名・系統・行先 |
| -------- | --------------------------- | --- |
| 志染駅   | 神姫ゾーンバス              | - 01系統：東自由が丘 - 015系統：青山5丁目 - 053系統：三木営業所 - 054系統：森林公園 / 青山5丁目 - 059系統・60系統：三木営業所 / 青山5丁目 - 073系統：青山5丁目 - 104系統：青山5丁目 / 北播磨総合医療センター |
| 志染駅   | - 神姫バス - 神姫ゾーンバス | 50系統：三木営業所 / 健康福祉センター（よかたん） |

## 隣の駅
神戸電鉄
■粟生線
■準急・■普通
広野ゴルフ場前駅 (KB49) - 志染駅 (KB50) - 恵比須駅 (KB51)